# Robert de Traz
Robert de Traz, född den 14 maj 1884 i Paris, död den 9 januari 1951 i Nice, var en schweizisk författare.
de Traz, som var bosatt i Genève, redigerade 1909-11 La voile latine och Feuillet och sedan La revue de Genève. I noveller (exempelvis Au temps de la jeunesse, 1908) och romaner (exempelvis Vivre, 1910, Les désirs du cour, 1912, La puritaine et l'amour, 1917, Les fiançailles, 1922, Complices, 1924) visade sig de Traz som en formskicklig och temperamentsfull berättare.